# バビロニア天文日誌

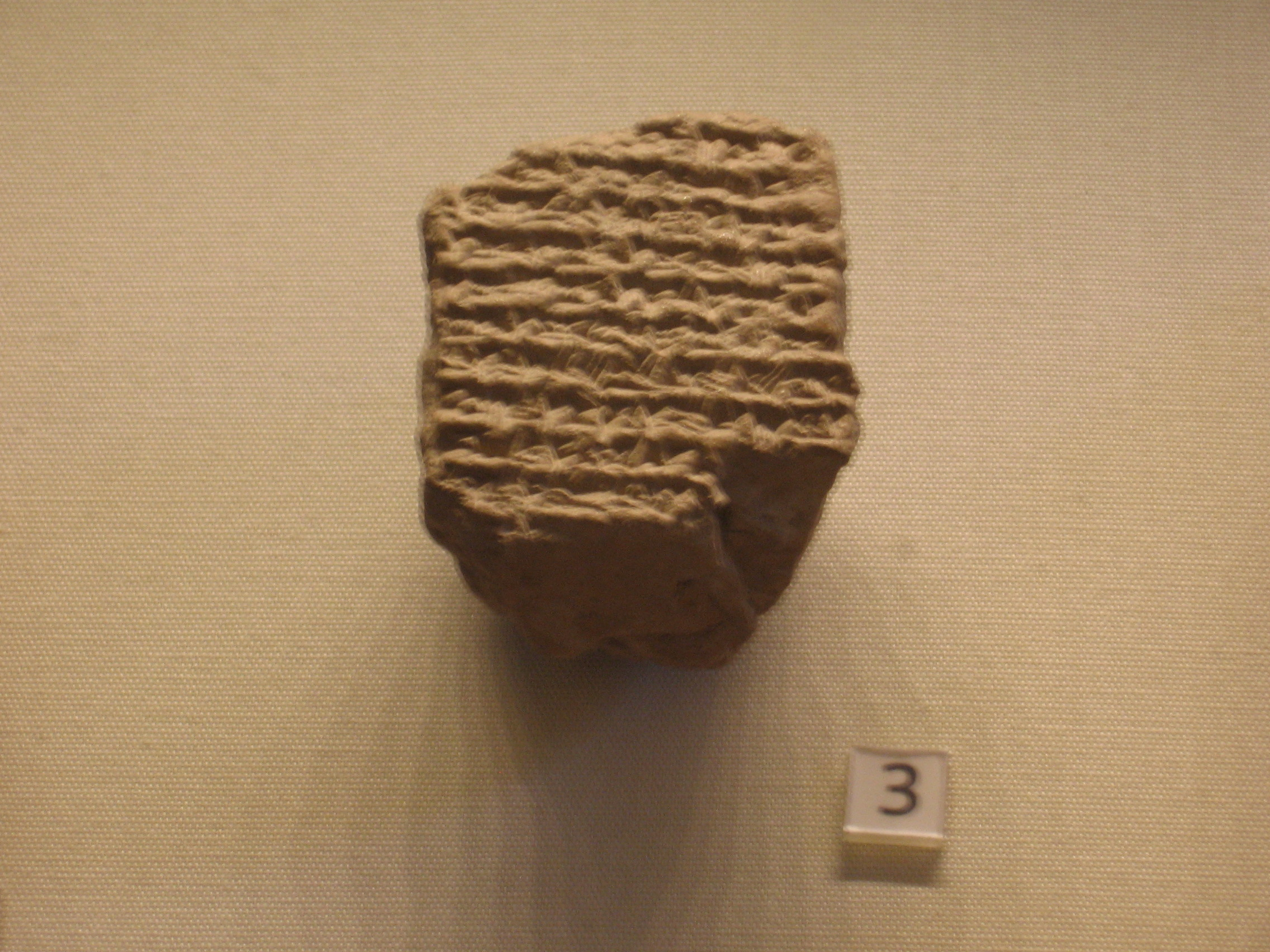
マケドニア王アレクサンドロス3世（大王）の死を記録している天文日誌の部分 (大英博物館蔵)

バビロニア天文日誌またはバビロン天文日誌 (英語: Babylonian astronomical diaries) は、古代バビロニアで体系的な天文観測記録を記した楔形文字文書群である。天文観測に基づいた占星術による予言を中心とした政治的な内容も多く記録されており、さらには特定の日付の日用品価格や天気までも含まれている。
現在この文書群は大英博物館に所蔵されている。
バビロニア年代記は、バビロニア天文日誌を参考にして制作されたと考えられている。

## 歴史
バビロニア人は、知られている限り世界で初めて定期的な天文観測を行い、数学的な予測を立てていた。重要な記録の中でも最も古いものは、エヌーマ・エヌ・アンリル文書群のTablet 63「アンミ・サドゥカ王の金星についての粘土板文書」にある、金星の出没に関する約21年間の記録である。これは、惑星の運行が周期性を持っていることが認識されていたことを示す最古の形跡である。
ナボナッサル (在位: 紀元前747年 - 紀元前734年)の治世からは、何らかの前兆と考えられるような天文現象が体系的に記録されるようになった。ここから、観測記録は量・頻度・質いずれにおいても著しい向上を見せている。これにより、例えば約18年周期の年食をもたらすサロス周期などが認識されるようになっていた。

## 英語への翻訳
の編集により、バビロニア天文日誌はAstronomical Diaries and Related Texts from Babylonia（アブラハム・ザックス、ヘルマン・フンガー編）と題して翻訳出版されている。
- Volume 1 – Diaries from 652 B.C. to 262 B.C. (ISBN 3-7001-1227-0, 1988).
- Volume 2 – Diaries from 261 B.C. to 165 B.C. (ISBN 3-7001-1705-1, 1989).
- Volume 3 – Diaries from 164 B.C. to 61 B.C. (ISBN 3-7001-2578-X, 1996).
- Volume 4 – 未刊行
- Volume 5 – Lunar and Planetary Texts (ISBN 3-7001-3028-7, 2001), 紀元前8世紀から紀元前1世紀までの月・惑星のデータを収録。
- Volume 6 – Goal Year Texts (ISBN 978-3-7001-3727-6, 2006), 紀元前3世紀から紀元前1世紀までの月・惑星のデータを収録。
- Volume 7 – Almanacs and Normal Star Almanacs (ISBN 978-3-7001-7627-5, 2014), 紀元前3世紀から1世紀までの天文暦を収録。